# Mathias Greiter
Mathias Greiter (ou Greitter), né vers 1495 à Aichach (Duché de Bavière-Landshut) et mort le 20 décembre 1550 à Strasbourg, est un religieux, compositeur allemand et mélodiste du XVIe siècle.

## Biographie
Enfant, Mathias a suivi sa scolarité dans l'école latine de sa ville natale et s'engagera dans une formation de chanteur.
Il entre dans les ordres vers 1522 et quittera un peu plus tard sa fonction de chantre à la Cathédrale Notre-Dame de Strasbourg pour rejoindre la communauté protestante sous l'influence de son compatriote Wolfgang Dachstein.
Il se convertit au protestantisme au moment de la Réforme, mais revient à la foi catholique quelques années plus tard.